# Primula irregularis
Primula irregularis är en viveväxtart som beskrevs av William Grant Craib. Primula irregularis ingår i släktet vivor, och familjen viveväxter. Inga underarter finns listade i Catalogue of Life.